# Wan Chun Cheng
El profesor Wan Chun Cheng en chino simplificado, 郑万钧; en chino tradicional, 鄭萬鈞; pinyin, Zhèng Wànjūn; transcripción antigua, Wan Jun Zheng (24 de junio de 1908 - 25 de julio de 1987) fue uno de los eminentes botánicos de China del siglo XX, dasónomo e ingeniero forestal. Inicialmente fue recolector de especímenes, para luego de 1920, una autoridad mundial en la taxonomía de gimnospermas.
Desarrolló su actividad científica en la Universidad Nacional Central de Nankín, habiendo identificado y clasificado en 1944 a Metasequoia glyptostroboides Hu & W.C.Cheng 1948 , dado que previamente (desde 1941) solo era conocida por fósiles. En [1944] un grupo pequeño de árboles sin identificar fueron descubiertos en China en Modaoxi por Z.Wang; no pudiendo ser estudiados a causa de la Segunda Guerra Mundial, hasta 1946 , y serán descripta como nueva especie de Metasequoia en 1948 por Cheng y Hu (Metasequoia glyptostroboides previmente solo conocida de fósiles). Ese mismo año, el Arnold Arboretum de la Universidad de Harvard expediciona para obtener semillas, y poco después árboles procedentes de esas semillas se distribuyeron a diversas Jardines botánicos del mundo.

## Algunas publicaciones
- Hu, HH, WC Cheng. 1948. Sobre una nueva familia Metasequoiaceae y Metasequoia con tostroboides, una especie viviente del genus Metasequoia hallada en Szechuan y en Hupeh. Bull.Fan Mem. Inst. Biol. New Series 1: 153–163

- Cheng, WC, KL Chu. 1949. El estado corriente de los bosques de Shui-hsa-pa, Lichuan, Hubei. Sci. (China) 31: 73–80 (en chino)

## Honores

### Eponimia
La especie Juniperus chengii L.K.Fu & Y.F.Yu 1998
NB: el Prof. Cheng es Wan-Chun, o Wan-chün Cheng, o Wan Jun Zheng.
- La abreviatura «W.C.Cheng» se emplea para indicar a Wan Chun Cheng como autoridad en la descripción y clasificación científica de los vegetales.[4]